# Pierre Dialan
La Pierre Dialan, appelée aussi la Pierre Dyalan ou la Pierre Yollan, est un site naturel, considéré à tort comme un dolmen, situé au lieu-dit le Bois du Nid du Chien, sur le territoire de l'ancienne commune française de Jurques, dans le département du Calvados, en région Normandie.

## Localisation
La Pierre Dialan est située en forêt à proximité du zoo de Jurques, près d'une carrière de grès quartzite, sur le territoire de Jurques, commune déléguée de la commune nouvelle de Dialan sur Chaîne à laquelle la pierre a donné son nom, dans le département français du Calvados.

## Un pseudo-dolmen
Autrefois, on a pratiqué des fouilles sous la Pierre Dialan dans l'espoir d'y découvrir des trésors cachés, mais seul des ossements humains à demi calcinés mêlés à des ossements d'animaux ont été mis au jour. On y a recueilli aussi quelques objets en silex taillé et en bronze.
La Pierre Dialan fait l’objet d’un classement au titre des monuments historiques depuis 1889 en tant que dolmen. Arcisse de Caumont doutait déjà de ce classement et, dès 1902, le préhistorien Léon Coutil affirmait : « Après avoir visité les mégalithes du Calvados, nous pouvons affirmer que le monument de Jurques, la Pierre Dyalan, est simplement un bloc erratique de quartz portant un nom bizarre. ».

## Légendes
La légende de Gargantua est associée à cette curieuse pierre que l'on appelait également autrefois « Pierre de Gargantua ».
« Naguère les grand' mères allaient à la Pierre Dyalan comme à un lieu de pèlerinage, pour obtenir que leurs petits-fils soient favorisés d'un bon numéro lors du tirage au sort de la conscription. Peut-être quelques-unes y vont-elles encore secrètement dans le même but ». Elles déposaient une branche de palmier sur le milieu de la table, en faisant neuf fois le tour à reculons, et rentraient chez elles.

## Accès
Au sommet de la côte de Jurques, face à la route qui mène au parc zoologique, un chemin indique « Dolmen dit Dierre Dialan. Pierre à légendes liée aux Traditions du Bocage normand ». La pierre se trouve plus bas, à droite à quelques mètres du chemin sur un petit monticule entouré d'arbres, à la limite de l'excavation de la carrière.

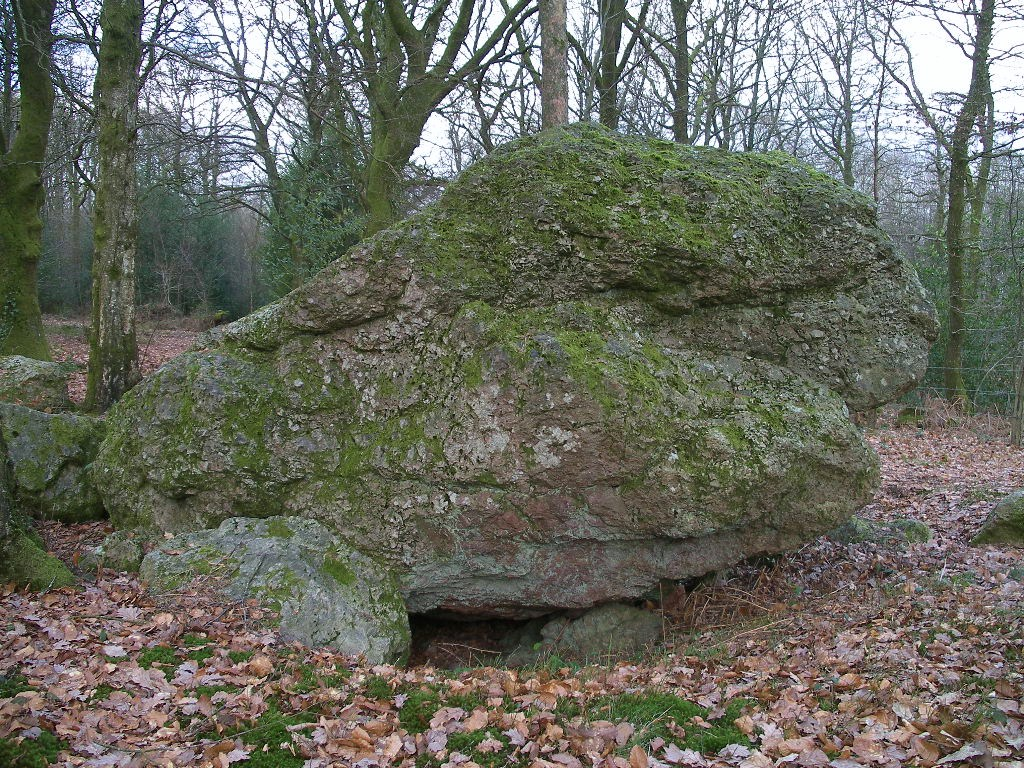
Le pseudo-dolmen
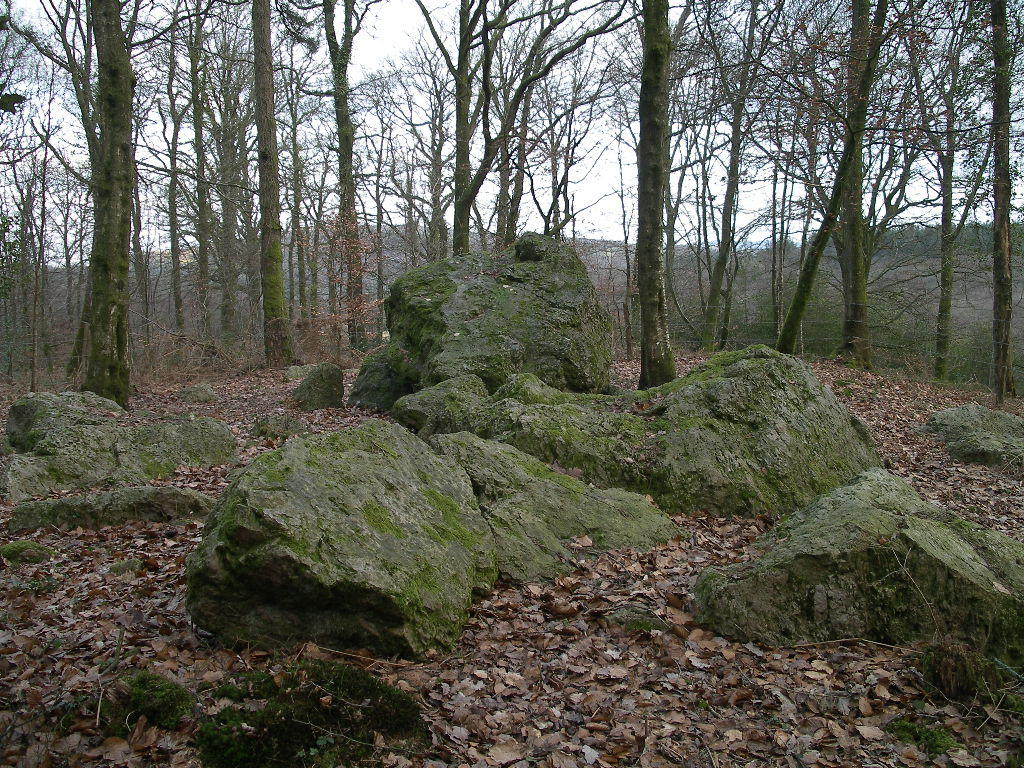
Blocs rocheux
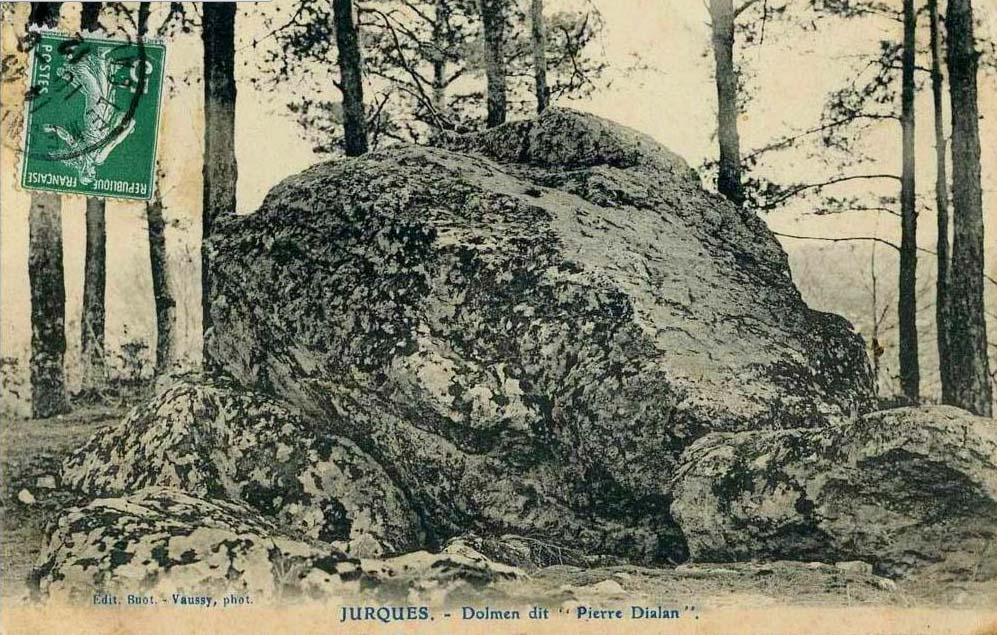
Carte postale de la Pierre Dialan 1910